# 自由律短歌
自由律短歌（じゆうりつたんか）は、五・七・五・七・七の定型にとらわれずに作られた短歌。

## 歴史
大正13年（1924年）に、石原純の発表した歌が、歌壇において注目を集めた自由律の最初であろう。石原は、その後、自由律短歌論を展開。やがて、この名称を定着させた。石原の自由律短歌は旧来の文語体ではなく口語体を採用していたため、自由律短歌はそのまま口語短歌運動と結び付き、口語自由律短歌として発展してゆく。
昭和時代になると、金子薫園、土岐善麿、前田夕暮も参加し、口語自由律短歌は興隆期を迎える。特に、前田は、主宰していた「詩歌」全誌をあげて自由律を提唱し、自由律短歌集を次々と刊行して、口語自由律短歌の代表作を残した。
敗戦後の1949年に宮崎信義により口語自由律短歌の雑誌「新短歌」が創刊される。同誌は2002年に廃刊されたが、光本恵子によって1989年に創刊されていた「未来山脈」に継承されている。
昭和末期、ライトヴァース短歌と呼ばれた、加藤治郎、荻原裕幸、穂村弘らが発表した、記号短歌や、散文に近い、字余り・字足らずの多い短歌群は、昭和初期の口語自由律に通じるものとも言えよう。